# Джорджи, Элеонора
Элеоно́ра Джо́рджи (итал. Eleonora Giorgi; 21 октября 1953, Рим, Италия — 3 марта 2025, Рим, Италия) — итальянская актриса, режиссёр, сценарист и продюсер.

## Биография
Впервые на большом экране Элеонора Джорджи появилась в эпизодической роли Мейд в фильме «Чёрное брюхо тарантула» (1971).
Первая главная женская роль — Mariuccia в фильме режиссёра Сальваторе Сампери «Неприкаянная» (1974), где её партнёром стал певец и композитор Доменико Модуньо.
Получила известность как исполнительница главных женских ролей в итальянских комедиях 80-х годов. Элеонора Джорджи играла в дуэтах с известными комедийными актёрами Италии Адриано Челентано, Ренато Поццетто, Джонни Дорелли, Карло Вердоне.
В 1979 году вышла замуж за издателя Анджело Риццоли, развелась с ним в 1984 году.
В 1988 году ушла из кино, жила с семьей и детьми на ферме.
В 1993 году вышла замуж за итальянского актёра Массимо Сиварро, снова развелась в 1996 году.
В 2003 году Джорджи выступила как режиссёр, сценарист и продюсер фильма «Мужчины и женщины, правда и ложь», где в главной роли сняла Орнеллу Мути, свою основную соперницу в комедиях 1980-х годов.
В 2008 году поставила комедию «Прошлым летом».
Джорджи работала на радио, участвовала в шоу на телевидении, снималась в телесериалах.
После борьбы с раком поджелудочной железы с конца 2023 года, Джорджи умерла 3 марта 2025 года в возрасте 71 года.

## Фильмография

#### Кино
- Чёрное брюхо тарантула, Паоло Кавара (1971) (нет в титрах)
- Рим, Федерико Феллини (1972) (нет в титрах)
- Tutti per uno… botte per tutti, Бруно Корбуччи (1973) (нет в титрах)
- История уединенной монахини, Доменико Паолелла (1973)
- Аппассионата, Джанлуиджи Кальдероне (1974)
- Поцелуй, Марио Ланфранки (1974)
- Дорогой мамочке в день рождения, Лучано Сальче (1974)
- Неприкаянная, Альфредо Малфатти, Сальваторе Сампери (1974)
- Жить ради любви, Паскуале Феста-Кампаниле (1975)
- Собачье сердце, Альберто Латтуада (1975)
- Свободны, вооружены и опасны, Ромоло Гуэррьери (1976)
- Аньезе идет на смерть, Джулиано Монтальдо (1976)
- Последний черёд, Альдо Ладо (1976)
- Готовая на всё, Джорджо Стегани (1977)
- Спираль тумана, Эрипрандо Висконти (1977)
- Ça fait tilt, Андре Юнебель (1977)
- Впечатлительная, Альфредо Риццо (1978)
- 6000 километров страха, Битто Альбертини (1978)
- Не обманывай своих детей, Gianni Crea (1978)
- Забыть Венецию, Франко Брузати (1979)
- Человек на коленях, Дамиано Дамиани (1979)
- Бархатные ручки, Франко Кастеллано, Джузеппе Мочча (1979)
- Инферно, Дарио Ардженто (1980)
- Моя жена — колдунья, Франко Кастеллано, Джузеппе Мочча (1980)
- Обнажённая женщина, Нино Манфреди, Альберто Латтуада (1981)
- Тальк, Карло Вердоне (1982)
- По ту сторону двери, Лилиана Кавани (1982)
- Гранд-отель «Эксельсиор», Франко Кастеллано, Джузеппе Мочча (1982)
- Золотые руки, Стено (1983)
- Аромат моря 2: Год спустя, Бруно Кортини (1983)
- Внесение ясности, Лучано Сальче (1984)
- Бездумный Джованни, Марко Колли (1985)
- Коварный лис, Маурицио Понци (1988)
- Школьные друзья, Карло Вердоне (1988)
- Единственный метр, Marco Cucurnia (2007)

#### Телевидение
- Castigo (1977)
- Notti e nebbie — мини-сериал (1984)
- Yesterday — Vacanze al mare — мини-сериал (1985)
- Lo scialo — мини-сериал (1987)
- Festa di Capodanno (1988)
- Addio e ritorno (1995)
- Morte di una strega — мини-сериал (1995)
- Uno di noi — сериал (1996)
- Mamma, mi si è depresso papà (1996)
- Lo zio d’America — сериал (2002)
- Lo zio d’America 2 — сериал (2006)
- Provaci ancora prof — сериал, 1 эпизод (2007)
- I Cesaroni 3 — сериал (2009)

#### Театр
- Fiore di cactus (2008)
- Due ragazzi irresistibili (2011)

### Режиссёр и автор сценария
- Uomini & donne, amori & bugie (2003)
- L’ultima estate  (2009) (также продюсер)

## Дискография

### Синглы
- 1981 — Quale appuntamento (Dischi Ricordi, SRL 10945, 7")

## Награды и признание
- Давид ди Донателло
  - 1982 — Премия «Давид ди Донателло» за лучшую женскую рольo в фильме «Тальк».
- Серебряная лента
  - 1982 — Премия «Серебряная лента» за лучшую женскую роль, за фильм «Тальк»
  - 2004 — Номинация «Серебряная лента» за лучший дебют в режиссуре, за фильм «Uomini & donne, amori & bugie»
- Монреальский кинофестиваль
  - 1982 — Premio per la miglior interpretazione femminile, за фильм «Тальк»